# Dalea seemannii
Dalea seemannii là một loài thực vật có hoa trong họ Đậu. Loài này được S. Watson miêu tả khoa học đầu tiên năm 1887.